# Liste des députés européens de Grèce de la 3e législature
C'est une liste de membres du Parlement européen pour la Grèce, lors de la session 1989-1994. Voir Élections européennes de 1989 en Grèce pour les résultats de l'élection.

## Liste
| Nom                     | Parti                                                   | Groupe |
| ----------------------- | ------------------------------------------------------- | ------ |
| Alékos Alavános         | Coalition de la gauche et du progrès (Parti communiste) | CG     |
| Geórgios Anastasópoulos | Nouvelle Démocratie                                     | PPE    |
| Paraskevas Avgerinos    | Mouvement socialiste panhellénique                      | SOC    |
| Efthymios Christodoulou | Nouvelle Démocratie                                     | PPE    |
| Dimitrios Dessylas      | Coalition de la gauche et du progrès (Parti communiste) | CG     |
| Vassilis Ephremidis     | Coalition de la gauche et du progrès (Parti communiste) | CG     |
| Emmanouil Karellis      | Mouvement socialiste panhellénique                      | SOC    |
| Sotiris Kostopoulos     | Mouvement socialiste panhellénique                      | SOC    |
| Efstathios Lagakos      | Nouvelle Démocratie                                     | PPE    |
| Panayotis Lambrias      | Nouvelle Démocratie                                     | PPE    |
| Dionysios Livanos       | Mouvement socialiste panhellénique                      | SOC    |
| Dimitrios Nianias       | Renouveau démocratique                                  |        |
| Dimitrios Pagoropoulos  | Mouvement socialiste panhellénique                      | SOC    |
| Mihalis Papagiannakis   | Coalition de la gauche et du progrès (Synaspismos)      | CG     |
| Chrístos Papoutsís      | Mouvement socialiste panhellénique                      | SOC    |
| Ioannis Pesmazoglou     | Nouvelle Démocratie                                     | PPE    |
| Filippos Pierros        | Nouvelle Démocratie                                     | PPE    |
| Georgios Raftopoulos    | Mouvement socialiste panhellénique                      | SOC    |
| Panayotis Roumeliotis   | Mouvement socialiste panhellénique                      | SOC    |
| Georgios Saridakis      | Nouvelle Démocratie                                     | PPE    |
| Pavlos Sarlis           | Nouvelle Démocratie                                     | PPE    |
| Ioannis Stamoulis       | Mouvement socialiste panhellénique                      | SOC    |
| Konstantinos Stavrou    | Nouvelle Démocratie                                     | PPE    |
| Konstantinos Tsimas     | Mouvement socialiste panhellénique                      | SOC    |
| Mariétta Yannákou       | Nouvelle Démocratie                                     | PPE    |
| Georgios Zavvos         | Nouvelle Démocratie                                     | PPE    |